# Grupo Lala
Grupo Lala är ett mexikansk mejeriföretag som grundades 1949 i Torreón, Coahuila.